# Iridana unyoro
Iridana unyoro är en fjärilsart som beskrevs av Henry Stempffer 1964. Iridana unyoro ingår i släktet Iridana och familjen juvelvingar. Inga underarter finns listade i Catalogue of Life.